# Juliusz Jabłecki
Juliusz Jerzy Jabłecki (ur. 5 maja 1984) – polski ekonomista, doktor habilitowany nauk społecznych, profesor na Uniwersytecie Warszawskim.

## Życiorys
W latach 2005–2011 zasiadał w zarządzie fundacji Instytut Ludwiga von Misesa, z którą był związany jako ekonomista.
W 2012 uzyskał na Wydziale Nauk Ekonomicznych Uniwersytetu Warszawskiego stopień doktora nauk ekonomicznych na podstawie rozprawy pt. Realizacja polityki pieniężnej a rynek międzybankowy, której promotorem był Zbigniew Hockuba. W 2013 został zatrudniony na tejże uczelni, a w 2021 uzyskał na niej stopień doktora habilitowanego nauk społecznych na podstawie pracy pt. Modelowanie powierzchni zmienności lokalnej oraz korelacji zdarzeń kredytowych – teoria i zastosowania.
Współautor przekładu na język polski książki Demokracja. Bóg, który zawiódł anarchokonserwatywnego ekonomisty Hansa-Hermanna Hoppego (2006), ogłosił także w 2011 tłumaczenie pracy Kalkulacja ekonomiczna w socjalizmie Ludwiga von Misesa. Publikował m.in. na łamach portalu internetowego Instytutu Misesa, w kwartalniku „Opcja na Prawo” i w czasopiśmie „Ekonomia”.
Jest doradcą think tanku Official Monetary and Financial Institutions Forum w dziedzinie ekonomii politycznej.